# سينثيا مايرز
سينثيا مايرز (بالإنجليزية: Cynthia Myers)‏ هي عارضة وممثلة أمريكية، ولدت في 12 سبتمبر 1950 بتوليدو في الولايات المتحدة، وتوفيت في 4 نوفمبر 2011 بلوس أنجلوس في الولايات المتحدة بسبب سرطان الرئة.

## أعمال

### أفلام
- (1969) هم يقتلون الخيول، أليس كذلك ؟[7]

## وصلات خارجية
- سينثيا مايرز على موقع IMDb (الإنجليزية)
- سينثيا مايرز على موقع أول موفي (الإنجليزية)
- سينثيا مايرز على موقع قاعدة بيانات الأفلام السويدية (السويدية)
- سينثيا مايرز على موقع قاعدة بيانات الفيلم (الإنجليزية)
- سينثيا مايرز على موقع كينوبويسك (الروسية)